# Prkos Lasinjski
Prkos Lasinjski je naselje u Republici Hrvatskoj, u sastavu Općine Lasinja, Karlovačka županija. 

## Stanovništvo
Prema popisu stanovništva iz 2001. godine, naselje je imalo 38 stanovnika te 26 obiteljskih kućanstava.

## Povijest
Ustaše su u Prkosu Lasinjskom 21. prosinca 1941. na najsvirepiji način ubile 478 stanovnika, uglavnom žene, djecu i starce. Sve su ih najprije odveli u obližnje općinsko središte Lasinju, gdje su ih mučili. Zatim su ih odveli u šumu Brezje, gdje su ih vezali po četvero. Tako vezani dovedeni su pred iskopanu jamu. Uoči rata Prkos je brojao nešto više od 600 stanovnika. Samo 130 Prkošćana uspjelo se spasiti i izbjeći masakr.

## Stanovništvo
| broj stanovnika |       |       |       | 363   | 403   | 435   | 435   | 570   | 235   | 285   | 288   | 214   | 176   | 142   | 38    | 52    | 48    |
|                 | 1857. | 1869. | 1880. | 1890. | 1900. | 1910. | 1921. | 1931. | 1948. | 1953. | 1961. | 1971. | 1981. | 1991. | 2001. | 2011. | 2021. |